# Iljuschin Il-86
Die Iljuschin Il-86 (russisch Ильюшин Ил-86, NATO-Codename: Camber) war das erste Großraumflugzeug, das in der UdSSR entwickelt wurde. Die Entwicklung der Il-86 wurde 1971 vorgestellt, zum 24. September 1979 nahmen die ersten Maschinen den Liniendienst auf.

## Geschichte

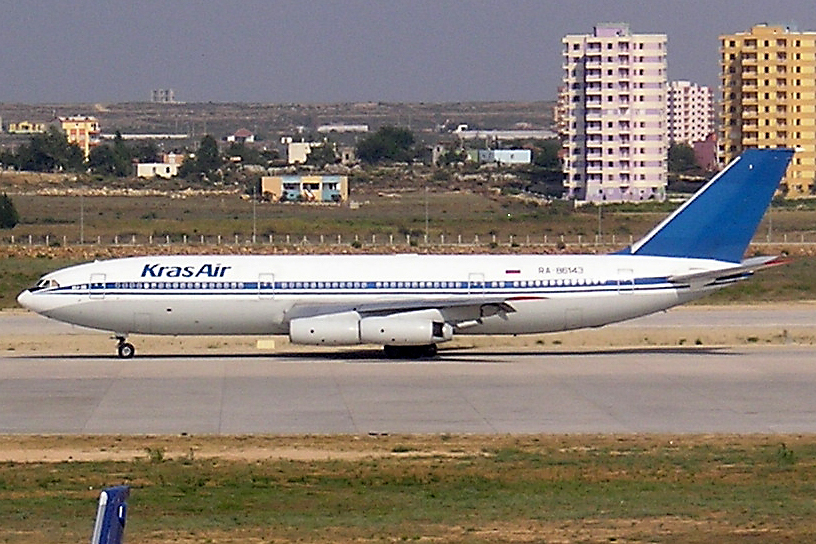
Iljuschin Il-86 der KrasAir

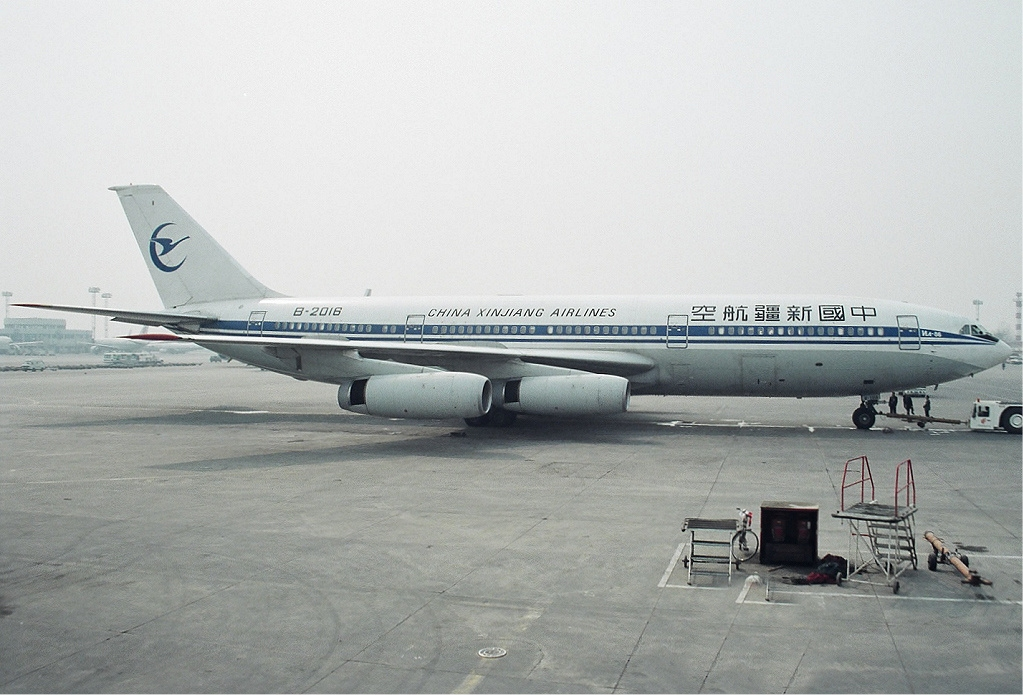
Der einzige Export-Kunde der Iljuschin Il-86 war die China Xinjiang Airlines in den 1990er Jahren

Gegen Ende der 1960er Jahre erging an die Konstruktionsbüros des Landes die Aufforderung zur Entwicklung eines Großraumverkehrsflugzeugs, das eine Nutzlast von 40.000 kg inklusive 350 Fluggästen über eine Entfernung von 3.600 km zu befördern in der Lage sein sollte. Nach verschiedenen eingereichten Vorschlägen wurde das Konstruktionsbüro Iljuschin am 8. September 1969 mit der Verwirklichung beauftragt. Der Programmstart der Il-86 wurde 1971 auf der Pariser Luftfahrtschau bekanntgegeben. Nach ersten Untersuchungen über die grundlegende Auslegung wurde am 9. März 1972 vom Ministerrat der UdSSR der Beginn der Entwicklungsarbeiten angeordnet. Die Entstehung zog sich aber in die Länge und nach dem Erstflug des ersten Prototyps am 22. Dezember 1976 dauerte es noch bis zum 24. September 1979, ehe die ersten Maschinen in den Liniendienst überstellt wurden.
Eigentlich sollte die Maschine die D-30KU-Triebwerke der Il-62 und auch deren Anordnung paarweise am Heck bekommen, aber die zu schwache Leistung in Bezug auf das hohe Gewicht der Zelle ließen die Ingenieure davon Abstand nehmen. Stattdessen wurde eigens für diesen Flugzeugtyp das Kusnezow NK-86, eine Weiterentwicklung des Kusnezow NK-8, entworfen. Die Bewilligung dafür wurde vom Ministerrat am 26. März 1975 erteilt. Als erstem Verkehrsflugzeug der Sowjetunion wurden die Antriebe bei der Il-86 hängend unter den Tragflächen angeordnet.
Der Erstflug des Prototyps mit dem Kennzeichen CCCP-86000 fand am 22. Dezember 1976 mit den Testpiloten E. Kusnezow und G. Wolochow, dem Bordingenieur I. Jakimez, dem Navigator W. Schetkin und dem Bordelektriker A. Stepanow statt. Er wurde im Juni 1976 in Paris der Öffentlichkeit vorgestellt. Ein zweiter Prototyp mit dem Kennzeichen CCCP–86001 hob am 24. Oktober 1977 ab. Die Erprobung umfasste unter anderem Trudelversuche und Flüge nach Sotschi, Mineralnyje Wody und Simferopol. Sie wurde am 20. Oktober 1978 abgeschlossen. Ein dritter Prototyp und gleichzeitig das erste für den Luftverkehr bestimmte Flugzeug mit dem Kennzeichen CCCP–86002 flog erstmals am 2. März 1979. Die staatliche Abnahme begann am 24. April 1979 und endete am 18. Dezember 1980; sechs Tage später wurde die Zulassung erteilt und bereits am 26. Dezember wurde der Zivilverkehr auf der Strecke Moskau–Taschkent aufgenommen. Der erste internationale Flug wurde am 3. Juli 1981 nach Berlin-Schönefeld durchgeführt. Bei der Entwicklung war anfangs das polnische PZL-Mielec-Werk einbezogen. Dort sollten die Flügelvorklappen, das Leitwerk, die Triebwerksträger, die Heckflosse und die Tragflächen hergestellt werden. Aufgrund der politischen Situation kam das Vorhaben jedoch nicht zustande und so fand die Produktion ausschließlich im Werk Nr. 64 in Woronesch statt. Sie endete 1994, nachdem mehr als 100 Maschinen fertiggestellt waren.
Einzig die damals sowjetische Aeroflot setzte die Flugzeuge ein. Zeitweise wurde die eigentlich nicht für Langstreckenflüge gedachte Il-86 auch für Verbindungen nach Kuba, in die USA und nach Kanada genutzt, wobei eine Zwischenlandung eingelegt wurde, was zu dieser Zeit nur durch fehlende Konkurrenz machbar war. Dies änderte sich abrupt, als Aeroflot und Pan Am 1988 vereinbarten, diese Strecke nonstop mit der Boeing 747 zu fliegen. Mit der Bestellung einiger Airbus A310 durch Interflug und kurz darauf auch Aeroflot endete jede Hoffnung, dieses Baumuster exportieren zu können. Umso erstaunlicher war eine Bestellung von drei Flugzeugen 1993 durch China Xinjiang Airlines.
Aufgrund ihrer Geräuschentwicklung sind die Il-86 bereits seit den frühen 2000ern in den meisten westlichen Ländern mit einem Flugverbot belegt, weshalb sie nur noch in den GUS-Staaten von dortigen Fluggesellschaften eingesetzt werden. Zwischenzeitlich gab es mehrfach Pläne, die vier Kusnezow-NK-86-Triebwerke durch wesentlich leisere und auch effizientere Turbofans aktueller Bauarten zu ersetzen.
Über die Planungsphase kamen solche Ansätze jedoch nicht hinaus. Im Zuge der Weltwirtschaftskrise ab 2008 wurden entsprechende Pläne dann obsolet – weltweite Rückgänge der Passagierzahlen und ein drastisch gestiegener Kerosinpreis führten allgemein zur Abstellung vieler vierstrahliger Flugzeuge, selbst aktueller westlicher Muster – sogar die Produktion des modernen Airbus A340 wurde in dieser Phase eingestellt. Für die Il-86 bedeutete dies das Ende. Letzter ziviler Betreiber war Atlant-Soyuz Airlines, die im Jahr 2011 den Betrieb einstellen musste.
Einzig von den Russischen Luftstreitkräften werden weiterhin einige Maschinen im Kommunikationsbereich als Iljuschin Il-80 verwendet.
Der am ehesten von Reichweite und Kapazität vergleichbare und ähnlich alte Airbus A300 war in gewisser Weise ein Vorbild für die Konstrukteure, die dem Flugzeugtyp auch den Beinamen „Aerobus“ gaben. Der mit nur zwei (größeren) Triebwerken ausgestattete A300 wurde etwa zur gleichen Zeit als Passagiermaschine ausgemustert. Alle anderen Großraumflugzeuge dieser Art verfügen über eine mehr als doppelt so große Reichweite, so auch der Nachfolger Iljuschin Il-96.

## Varianten

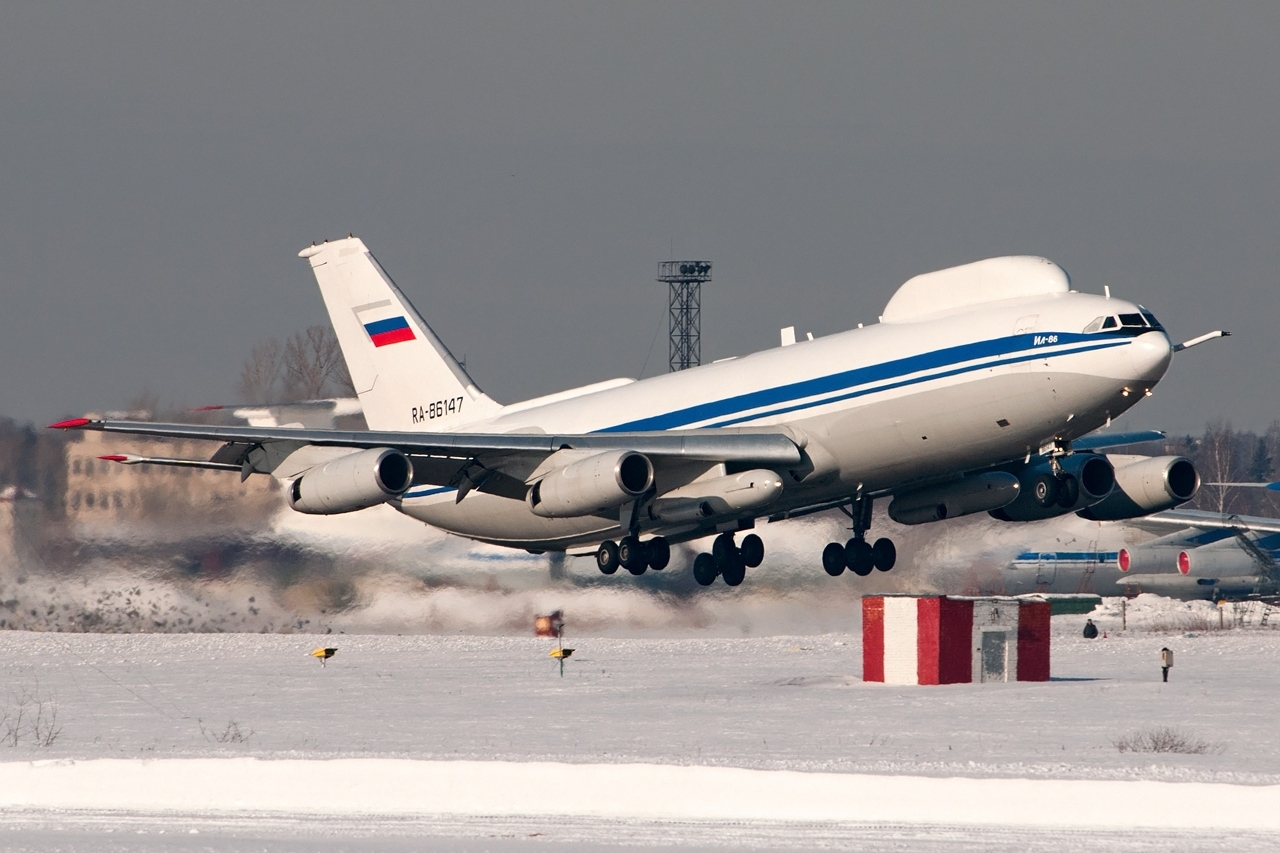
Eine zum fliegenden Gefechtsstand umgerüstete Iljuschin Il-86 auf dem Militärflugplatz Tschkalowski

- Die Il-86 ist die Basisvariante. Ein Flugzeug wurde speziell für die staatliche Fluggesellschaft Rossija als Präsidentenmaschine umgebaut.
- Die Il-86W ist ein Testexemplar mit auf 450 Plätze erhöhter Sitzkapazität, das ab April 1985 mit dem Kennzeichen CCCP–86015 auf der Strecke Moskau–Taschkent erprobt wurde.
- Die Il-80/Il-86/Il-87 sind drei Flugzeuge, die zu fliegenden Gefechtsständen für den Fall eines Nuklearkrieges umgebaut wurden. Auch als Il-86WKP (für Воздушный командный пункт, Wosduschny komandny punkt) bezeichnet.
- Die Il-86D war ein Versuchsflugzeug für die Entwicklung der Iljuschin Il-96.

## Besonderheiten
Die Il-86 verfügt auf dem Unterdeck über drei Passagiertüren mit ausfahrbaren Treppen. Die Passagierkabine auf dem Hauptdeck kann vom Unterdeck über breite Treppen erreicht werden. Somit ist die Passagierabfertigung auch ohne den Einsatz von Fluggastbrücken oder Gangways möglich.

## Zwischenfälle
Bisher gab es zwei tödliche Zwischenfälle mit der Il-86:
- Am 8. März 1994 führte eine Boeing 737-24RC der indischen Sahara Airlines (VT-SIA) Testflüge am Indira Gandhi International Airport durch. Fünf Touch-and-Go-Anflüge erfolgten ohne besondere Vorkommnisse, beim sechsten neigte sich die Maschine plötzlich stark nach rechts und stürzte auf das Vorfeld des internationalen Terminals. Die brennenden Trümmer der Maschine rutschten gegen eine Iljuschin Il-86 der Aeroflot (RA-86119), welche daraufhin ebenfalls in Brand geriet. Bei dem Unfall starben alle vier Besatzungsmitglieder der Boeing, in der Iljuschin vier weitere Menschen sowie eine weitere Person auf dem Rollfeld (siehe auch Flugunfall am Flughafen Delhi 1994).[7]
- Am 28. Juli 2002 stürzte eine nur mit einer Crew besetzte Il-86 des Pulkovo Aviation Enterprise (RA-86060) kurz nach dem Start vom Flughafen Moskau-Scheremetjewo ab. Von den 16 Insassen kamen hierbei 14 ums Leben (siehe auch Pulkovo-Airlines-Flug 9560).[8]

## Technische Daten

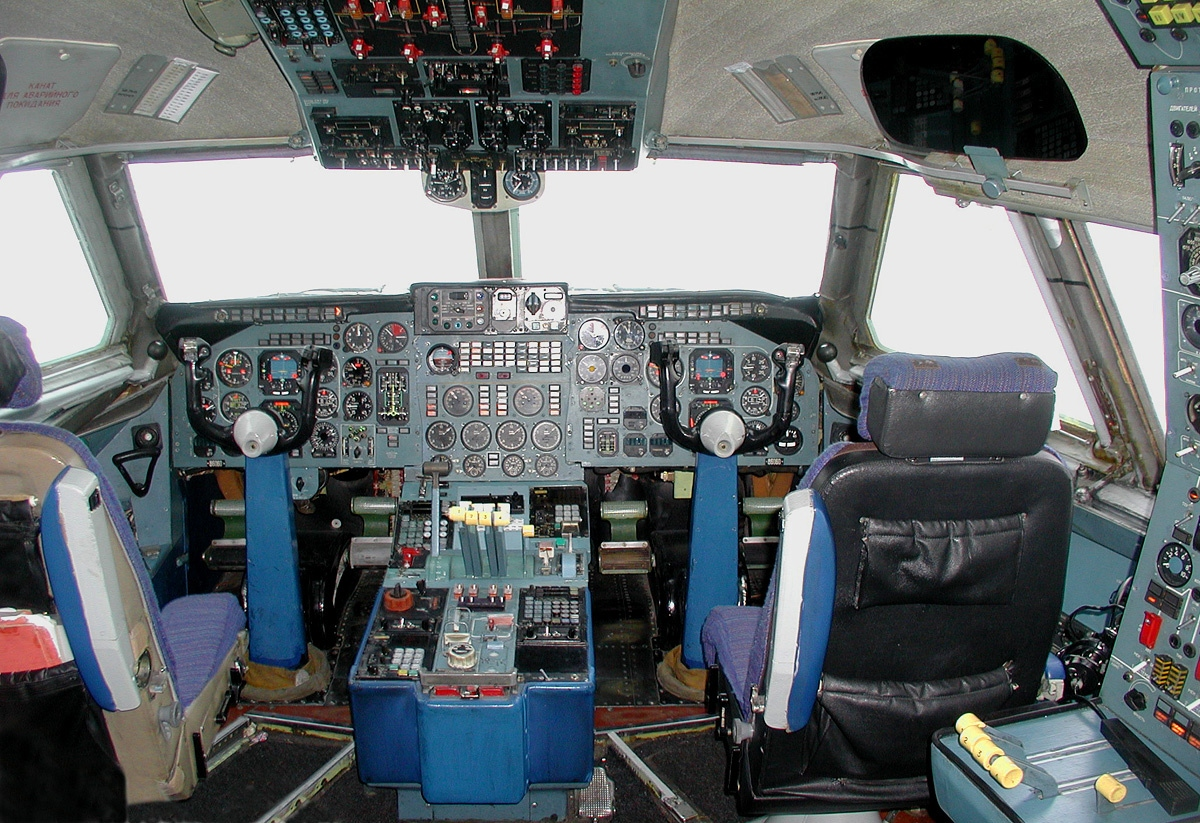
Cockpit

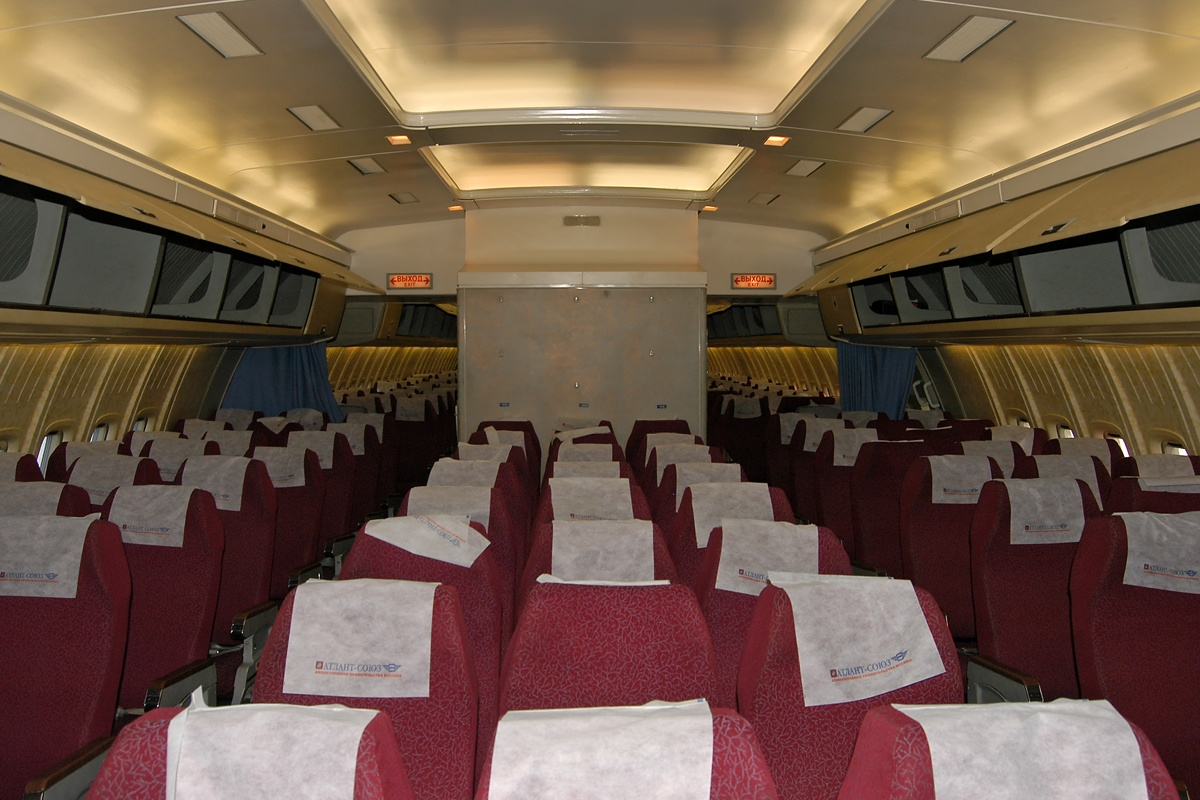
Bestuhlung in einer Il-86

| Kenngröße                 | Daten                            |
| ------------------------- | -------------------------------- |
| Besatzung                 | 5                                |
| Passagierkapazität        | 234 in drei Klassen, max. 350    |
| Länge                     | 59,94 m                          |
| Spannweite                | 48,06 m                          |
| Höhe                      | 15,81 m                          |
| Flügelfläche              | 320,00 m²                        |
| Flügelstreckung           | 7,2                              |
| max. Startmasse (MTOW)    | 206.000 kg                       |
| Triebwerke                | 4 Kusnezow NK-86 mit je 127,5 kN |
| Reisegeschwindigkeit      | 900 km/h                         |
| Höchstgeschwindigkeit     | 950 km/h                         |
| Reichweite                | 5000 km                          |
| Erstflug                  | 22. Dezember 1976                |
| Erster kommerzieller Flug | 24. Dezember 1979                |
| Anzahl der Exemplare      | 103, davon noch ca. 4 im Dienst  |